# Pipa aspera
Pipa aspera är en groddjursart som beskrevs av Müller 1924. Pipa aspera ingår i släktet Pipa och familjen pipagrodor. IUCN kategoriserar arten globalt som livskraftig. Inga underarter finns listade i Catalogue of Life.